# グリレス大目
グリレス大目 (グリレスだいもく、学名: Glires) は、齧歯目と兎形目（およびそれらに近縁な絶滅群）からなるクレードである。グリレス (glīrēs) はラテン語でヤマネ科を意味する。別名山鼠（）大目（山鼠類）、齧兎類。

## 形態
齧歯目と兎形目は一生伸び続ける無根の切歯を持つという共通点があるが、齧歯目では切歯が上下顎とも1対ずつなのに対し、兎形目では上顎のみ2対の切歯を持つという特徴がある。

## 分類
現生2目、絶滅3目の、計5目が含まれる。ただし、混歯目は側系統の可能性が高い。
カール・フォン・リンネの『自然の体系』で用いられた目の一つである。当時からネズミ類とウサギ類を含む分類群であったが、版によってサイやウオクイコウモリ類を含めるなどの差異があった。1945年のジョージ・ゲイロード・シンプソンによる分類体系では山鼠区とされ、真獣類を区分する4つの区の一つに位置づけられた。のちにハネジネズミ類がアナガレ類の類縁とみなされるようになり、山鼠大目にハネジネズミ目を含めることもあった。一方で1997年のマッケナとベルによる分類では、グリレス類はハネジネズミ類とともにアナガレ大目Anagalidaの一部とされた。分子系統学の研究によりハネジネズミ類はアフリカ獣上目の一群として現生グリレス類との類縁性は否定されており、齧歯目・兎形目は霊長目・皮翼目・登木目と単系統群を形成し、ともに真主齧上目の一群として位置づけられるようになった。レトロトランスポゾンの有無による研究データは明白にグリレス仮説を証明している。細胞核DNAのデータはグリレス大目が真主獣大目と姉妹群たることを示すが、核とミトコンドリア両方のDNAのデータでは根拠が薄い。
上顎門歯が1対か2対かによって単歯類 Simplicidentata（齧歯目を含む）と重歯類 Duplicidentata（兎形目やミモトナ類を含む）の2群に大別される。絶滅群であるアナガレ科Anagalidaeは、グリレス類に近縁な原始的グループとして知られている。暁新世前期にはクラウングループとされるミモトナ類の一種Mimotona wanaが出現し、これより以前に初期グループの放散が始まったと考えられている。暁新世後期に出現したアラゴミス科Alagomyidaeに分類されるトリボスフェノミス類の一種Tribosphenomys minutusは原始的な単歯類と考えられてきたが、トリボスフェニック型に近い臼歯を持つといった現生齧歯類とは異なる特徴があり、グリレス類のステムグループとする説もある。エウリミルス科Eurymylidaeも原始的な単歯類と考えられているが、単歯類・重歯類の中間的な特徴を持つ「混歯目」に分類されるほか、兎形目に含めたり、偶蹄目との類縁性が指摘されるなどの諸説があった。ほかにグリレス類のステムグループとして白亜紀末に生息したザランブダレステス科Zalambdalestidaeを認める説もあるなど、初期群の系統関係には不明な点が多い。
| 単歯類 Simplicidentata | \| \| 混歯目 Mixodontia† \| \| \| \| \| \| 齧歯目 Rodentia \| \| \| \| |
|                        | \| \| 混歯目 Mixodontia† \| \| \| \| \| \| 齧歯目 Rodentia \| \| \| \| |
| 重歯類 Duplicidentata  | 兎形目 Lagomorpha                                                      |
|                        | 兎形目 Lagomorpha                                                      |
|                        | 混歯目 Mixodontia†                                                     |
|                        |                                                                        |
|                        | 齧歯目 Rodentia                                                        |
|                        |                                                                        |

|  | 混歯目 Mixodontia† |
|  |                    |
|  | 齧歯目 Rodentia    |
|  |                    |

| 単歯類 Simplicidentata | \| \| 混歯目 Mixodontia† \| \| \| \| \| \| 齧歯目 Rodentia \| \| \| \| |
|                        | \| \| 混歯目 Mixodontia† \| \| \| \| \| \| 齧歯目 Rodentia \| \| \| \| |
| 重歯類 Duplicidentata  | 兎形目 Lagomorpha                                                      |
|                        | 兎形目 Lagomorpha                                                      |
|                        | 混歯目 Mixodontia†                                                     |
|                        |                                                                        |
|                        | 齧歯目 Rodentia                                                        |
|                        |                                                                        |

|  | 混歯目 Mixodontia† |
|  |                    |
|  | 齧歯目 Rodentia    |
|  |                    |

| 単歯類 Simplicidentata | \| \| 混歯目 Mixodontia† \| \| \| \| \| \| 齧歯目 Rodentia \| \| \| \| |
|                        | \| \| 混歯目 Mixodontia† \| \| \| \| \| \| 齧歯目 Rodentia \| \| \| \| |
| 重歯類 Duplicidentata  | 兎形目 Lagomorpha                                                      |
|                        | 兎形目 Lagomorpha                                                      |
|                        | 混歯目 Mixodontia†                                                     |
|                        |                                                                        |
|                        | 齧歯目 Rodentia                                                        |
|                        |                                                                        |

|  | 混歯目 Mixodontia† |
|  |                    |
|  | 齧歯目 Rodentia    |
|  |                    |

| 単歯類 Simplicidentata | \| \| 混歯目 Mixodontia† \| \| \| \| \| \| 齧歯目 Rodentia \| \| \| \| |
|                        | \| \| 混歯目 Mixodontia† \| \| \| \| \| \| 齧歯目 Rodentia \| \| \| \| |
| 重歯類 Duplicidentata  | 兎形目 Lagomorpha                                                      |
|                        | 兎形目 Lagomorpha                                                      |
|                        | 混歯目 Mixodontia†                                                     |
|                        |                                                                        |
|                        | 齧歯目 Rodentia                                                        |
|                        |                                                                        |

|  | 混歯目 Mixodontia† |
|  |                    |
|  | 齧歯目 Rodentia    |
|  |                    |